# 2011年夏季世界大学生运动会罗马尼亚代表团

罗马尼亚代表团旗帜

2011年夏季世界大学生运动会罗马尼亚代表团运动员人数一共64人。

## 奖牌榜
| 名次 | 代表团   | 金牌 | 银牌 | 铜牌 | 总数 |
| ---- | -------- | ---- | ---- | ---- | ---- |
| 18   | 罗马尼亚 | 3    | 4    | 9    | 16   |

## 奖牌获得者

### 金牌
1. 男子自由体操：弗拉维奥-科斯基
2. 男子跳马：科斯基-弗拉维奥
3. 健美操-团体排名

### 银牌
1. 女子个人佩剑：比安卡·帕斯库
2. 男子双杠：贝尔贝卡尔
3. 男子100米自由泳：特兰达菲尔
4. 健美操-有氧舞蹈

### 铜牌
1. 柔道-男子90公斤级：拉杜
2. 体操-男子团体
3. 男子鞍马：库克兹
4. 乒乓球女子团体
5. 柔道-女子48公斤级：
6. 女子链球：比安卡
7. 女子三级跳远：巴金-克里斯蒂娜
8. 健美操-三人操
9. 健美操-集体操